# Индонезийско-сингапурские отношения
Индонезийско-сингапурские отношения — двусторонние дипломатические отношения между Индонезией и Сингапуром. 7 сентября 1967 года страны установили официальные дипломатические отношения через месяц после образования Ассоциации государств Юго-Восточной Азии (АСЕАН) 8 августа 1967 года. Индонезия и Сингапур являются двумя из пяти членов-основателей АСЕАН (включая Малайзию, Таиланд, Филиппины). Страны также являются членами Движения неприсоединения и Азиатско-Тихоокеанского экономического сотрудничество (АТЭС).
На протяжении многих лет Индонезия и Сингапур обмениваются регулярными визитами на высоком уровне, опираясь на тесное экономическое сотрудничество в широком спектре вопросов, включая: здравоохранение, оборону и окружающую среду. В последнее десятилетие Сингапур неизменно являлся главным поставщиком прямых иностранным инвестиций в экономику Индонезии. В 2017 году отмечалось 50-летие со дня установления дипломатических отношений на торжественном мероприятии, известном как «RISING50», где «RI» значит Республика Индонезия и «SING» означает Сингапур.

## История
Отношения между современными Индонезией и Сингапуром восходят к периоду древних королевств, данный регион был частью царства Шривиджая ещё в VII веке. Нагаракертагама, древнеяванская поэма-какавин, написанная в 1365 году в эпоху Маджапахит, также упоминало поселение на острове под названием Тумасик («Морской город» на древнеяванском языке). В 1390-х годах принц Палембанга, Парамешвара, бежал в Тумасик после того, как был свергнут силами королевства Маджапахит. В течение XIV века Сингапур находился в центре борьбы между Сиамом (теперь Таиланд) и королевством Маджапахит, которые стремились установить контроль над Малайским полуостровом. Согласно данным Малайских родословий, Сингапур потерпел поражение после атаки маджапахитов. Парамешвара правил островом в течение нескольких лет, а затем был вынужден отправиться в Малакку, где основал Малаккский султанат
В начале XIX века Сингапур находился под британским контролем как Стрейтс-Сетлментс, а затем как коронная колония, в то же время индонезийский архипелаг постепенно попал под контроль Голландской Ост-Индской компании и Голландской Ост-Индии. После обретения Индонезией независимости от Нидерландов в 1945 году и отделения Сингапура от Малайзии в 1965 году, обе страны установили двусторонние дипломатические отношения. В 1967 году страны стали основательницами АСЕАН вместе с Таиландом, Филиппинами и Малайзией, с целью обеспечения мира и стабильности в регионе. 7 сентября 1967 года были установлены официальные дипломатические отношения между Сингапуром и Индонезией. В августе 2017 года был отмечен золотой юбилей со дня установления дипломатических отношений между Индонезией и Сингапуром: прошла встреча руководителей государств, выпущена книга «RISING50», прошёл выпуск совместных юбилейных марок, посадка деревьев в Сингапурском ботаническом саде. Также был проведен первый в истории совместный полет из 20 истребителей ВВС Республики Сингапур (RSAF) и 50 самолётов Военно-воздушных сил Индонезии. На экономическом секторе отношений был проведен инвестиционный форум, и подписаны девять меморандумов о взаимопонимании, в том числе о сотрудничестве в области образования и научных исследований, студенческих обменов, окружающей среды и энергетики.

## Торговля
Страны расположены на самом оживленном морском участке Малаккского пролива, который является одним из главных мировых узлов торговли. Экономическая связь с Сингапуром важна для Индонезии, чтобы обеспечить рост товарооборота с остальным миром. Индонезийский рынок также ценен для Сингапура. Торговля и коммерция являются основной мотивацией для крепких двусторонних отношений обеих стран, каждая из которых является основным торговым партнёром друг друга. Сингапур является крупнейшим иностранным инвестором в экономику Индонезии с общим объёмом вложений в 1,14 миллиарда долларов США в 142 проектах. В 2010 году объём товарооборота между странами составил сумму около 68 миллиардов долларов США.

## Туризм
В 2010 году граждане Сингапура заняли первое место по числу посетивших Индонезию иностранных туристов, всего побывало 1 373 126 сингапурцев. Индонезия также является главным источником туристов для Сингапура: в 2011 году в эту страну приехало с туристической целью 2 592 222 индонезийцев.

## Территориальные и экологические проблемы
Отношения Сингапура с Индонезией в целом хорошие, хотя текущие нерешенные вопросы включают в себя запрет на экспорт песка и гранита, от которых зависит строительная отрасль Сингапура. Недостаток земли и пространства в Сингапуре привело к тому, что правительство этой страны расширяет границу путём образования территории. Песок и гранит, необходимые для мелиорации земель, в основном импортируются из Индонезии. Вывоз песков с индонезийских территорий вызывает обеспокоенность по поводу возникающих экологических проблем. В августе 2005 года Сингапур и Индонезия подписали Меморандум о взаимопонимании в целях расширения прав авиации между странами.
В июне 2013 года Сингапур пострадал от мглы, возникшей из-за подсечно-огневого земледелия на землях плантаций в соседнем Риау, остров Суматра, Индонезия. Дымка из-за пожаров в июне 2013 года достигла наихудших показателей с 1997 года. Правительство и население Сингапура забили тревогу, а также возникла некоторая дипломатическая напряжённость, так как они обвиняли правительство Индонезии в недостаточной расторопности при решении этой проблемы. Сингапур настоятельно призвал правительство Индонезии искать эффективные меры по смягчению последствий возникающих пожаров на её территории.
Кроме того, между обеими странами также возникли разногласия в области управления районом полетной информации о островах Риау. Сингапур утверждал, что в целом контролирует этот район на основе договоренности, достигнутой Международной организацией гражданской авиации, и что это вопрос безопасности и эффективности авиаперелетов. Однако, некоторые прошлые и настоящие индонезийские официальные лица выступали против права Сингапура на контроль авиаперелетов в этом районе и полагали, что индонезийская территория Риау является решающим фактором, определяющим воздушный суверенитет и оборону Индонезии. Хотя этот вопрос, по-видимому, не ставит под угрозу двусторонние отношения, время от времени возникают спорные моменты между странами.